# استهداف قطاع غزة بمساعدة الذكاء الاصطناعي
خلال العدوان الإسرائيلي على غزة، استخدم الجيش الإسرائيلي الذكاء الاصطناعي للقيام بشكل سريع وتلقائي بمعظم عملية تحديد ما يجب قصفه. قامت إسرائيل بتوسيع نطاق قصفها لقطاع غزة بشكل كبير، والذي كان محدودًا في الحروب السابقة بسبب نفاد أهداف سلاح الجو الإسرائيلي.
وتضمنت أدواتهم "حبسورة"، وهو الذكاء الاصطناعي الذي كان يُعتقد أنه يقوم تلقائيًا بمراجعة بيانات المراقبة بحثًا عن المباني والمعدات والأشخاص الذين يحتمل أن ينتموا إلى العدو، وعند العثور عليهم، يقترح توصية استهداف لمحلل بشري ليقرر ما إذا كان سيتم تمريرها إلى أم لا. الميدان. وكان هناك نموذج آخر هو لافندر، وهي "قاعدة بيانات مدعومة بالذكاء الاصطناعي"، والتي أدرجت عشرات الآلاف من الرجال الفلسطينيين المرتبطين بالذكاء الاصطناعي بحماس أو الجهاد الإسلامي الفلسطيني، والتي استخدمت للتوصية بالهدف.

## حبسورة
استخدمت إسرائيل نظام الذكاء الاصطناعي المسمى "حبسورة" أي "الإنجيل" لتحديد الأهداف التي ستقصفها القوات الجوية الإسرائيلية. ويقدم تلقائيًا توصية استهداف إلى محلل بشري، الذي يقرر ما إذا كان سيتم تمريرها إلى الجنود في الميدان. ويمكن أن تكون التوصيات أي شيء، بدءًا من المقاتلين الأفراد، وقاذفات الصواريخ، ومراكز قيادة حماس، إلى المنازل الخاصة للأشخاص المشتبه في أنهم أعضاء في حماس أو الجهاد الإسلامي.
يستطيع الذكاء الاصطناعي معالجة المعلومات بشكل أسرع بكثير من البشر. صرح الجنرال المتقاعد أفيف كوخافي، رئيس الجيش الإسرائيلي حتى عام 2023، أن النظام يمكن أن ينتج 100 هدف قصف في غزة يوميًا، مع توصيات في الوقت الفعلي بالأهداف التي يجب مهاجمتها، حيث قد ينتج المحللون البشريون 50 هدفًا سنويًا. قدّر أحد المحاضرين الذين قابلتهم الإذاعة الوطنية العامة هذه الأرقام بـ 50-100 هدف في 300 يوم لـ 20 ضابط مخابرات، و200 هدف في غضون 10-12 يومًا للإنجيل.

### الخلفية التكنولوجية
الذكاء الاصطناعي، رغم اسمه، غير قادر على التفكير أو الوعي. وبدلاً من ذلك، فهي آلات طورت لأتمام المهام التي ينجزها البشر بذكاء من خلال وسائل أخرى. يستخدم حبسورة التعلم الآلي، حيث يكلف الذكاء الاصطناعي بتحديد القواسم المشتركة في كميات هائلة من البيانات (مثل عمليات مسح الأنسجة السرطانية، وصور تعابير الوجه، ومراقبة أعضاء حماس الذين حددهم المحللون البشريون)، ثم البحث عن تلك القواسم المشتركة. في مواد جديدة.
ما هي المعلومات التي يستخدمها حبسورة غير معروفة، ولكن يُعتقد أنه يجمع بيانات المراقبة من مصادر متنوعة بكميات هائلة.
تعتمد التوصيات على مطابقة الأنماط. الشخص الذي لديه أوجه تشابه كافية مع أشخاص آخرين يُصنفون على أنهم مقاتلون أعداء قد يُصنف هو نفسه على أنه مقاتل.
فيما يتعلق بملاءمة الذكاء الاصطناعي لهذه المهمة، نقلت الإذاعة الوطنية العامة عن هايدي خلاف، المدير الهندسي لـ ضمان الذكاء الاصطناعي في شركة أمن التكنولوجيا درب البتات (Trail of Bits)، قولها: "إن خوارزميات الذكاء الاصطناعي معيبة بشكل كبير مع معدلات خطأ عالية يتم ملاحظتها عبر التطبيقات التي تتطلب الدقة والدقة والدقة". كتبت بيانكا باجياريني، المحاضرة في مركز الدراسات الإستراتيجية والدفاعية بالجامعة الوطنية الأسترالية، أن الذكاء الاصطناعي "أكثر فعالية في البيئات التي يمكن التنبؤ بها حيث تكون المفاهيم موضوعية ومستقرة بشكل معقول ومتسقة داخليًا". وقارنت ذلك بإخبار الفرق بين المقاتل وغير المقاتل، وهو الأمر الذي لا يستطيع حتى البشر فعله في كثير من الأحيان.
ومضى خلف ليشير إلى أن قرارات مثل هذا النظام تعتمد كليًا على البيانات التي دربت عليها، ولا تعتمد على الاستدلال أو الأدلة الواقعية أو السببية، بل على الاحتمالية الإحصائية فقط.

### عملية
لم يعد لدى سلاح الجو الإسرائيلي أهداف لضربها في حرب 2014 والاشتباكات الإسرائيلية الفلسطينية 2021. وفي مقابلة مع فرانس 24، ذكر الصحفي الاستقصائي يوفال أبراهام من مجلة 972+ اليسارية أنه من أجل الحفاظ على الضغط العسكري، وبسبب الضغط السياسي لمواصلة الحرب، سيقصف الجيش نفس الأماكن مرتين. ومنذ ذلك الحين، أدى تكامل أدوات الذكاء الاصطناعي إلى تسريع عملية اختيار الأهداف بشكل كبير. وفي أوائل نوفمبر/تشرين الثاني، ذكر الجيش الإسرائيلي أن أكثر من 12.000 هدف في غزة قد حددوا من قبل قسم إدارة الأهداف الذي يستخدم حبسورة. وكتبت الإذاعة الوطنية العامة في 14 ديسمبر/كانون الأول أنه من غير الواضح عدد الأهداف المذكورة في حبسورة التي تم التعامل معها، لكن الجيش الإسرائيلي قال إنه يضرب حاليًا ما يصل إلى 250 هدفًا يوميًا. كما اشتد القصف إلى ما وصفه مقال 14 ديسمبر/كانون الأول بوتيرة مذهلة: ذكر الجيش الإسرائيلي في ذلك الوقت أنه ضرب أكثر من 22 ألف هدف داخل غزة، بمعدل يومي يزيد عن ضعف المعدل اليومي. صراع 2021، أكثر من 3500 منها منذ انهيار هدنة غزة 2023 في الأول من ديسمبر/كانون الأول الماضي. في وقت مبكر من الهجوم، صرح قائد القوات الجوية أن قواته ضربت أهدافًا عسكرية فقط، لكنه أضاف: "لا يتم إجراء عملية جراحية."
بمجرد قبول التوصية، يقوم ذكاء اصطناعي آخر، وهو Fire Factory، بتقليل تجميع الهجوم من ساعات إلى دقائق عن طريق حساب أحمال الذخيرة، وتحديد الأولويات وتعيين الأهداف للطائرات والطائرات بدون طيار، واقتراح جدول زمني، وفقًا لخطة مسبقة. مقالة بلومبرج التي وصفت أدوات الذكاء الاصطناعي هذه بأنها مصممة لمواجهة عسكرية وحرب بالوكالة مع إيران.
أحد التغييرات التي لاحظتها صحيفة الغارديان هو أنه منذ اختفاء كبار قادة حماس في الأنفاق في بداية الهجوم، سمحت أنظمة مثل حبسورة للجيش الإسرائيلي بتحديد موقع ومهاجمة مجموعة أكبر بكثير من نشطاء حماس الأصغر سنا. ونقلت عن مسؤول عمل على قرارات الاستهداف في عمليات سابقة في غزة قوله إنه بينما لم تكن منازل أعضاء حماس الصغار مستهدفة بالقصف من قبل، إلا أن المسؤول يعتقد أن منازل نشطاء حماس المشتبه بهم أصبحت الآن مستهدفة بغض النظر عن رتبهم. في مقابلة مع قناة فرانس 24، وصف أبراهام، من مجلة +972، هذا الأمر بأنه يتيح إسقاط قنبلة تزن 2000 رطل على منزل بشكل منهجي لقتل شخص واحد وكل من حوله، وهو أمر تم القيام به سابقًا لمجموعة صغيرة جدًا من كبار قادة حماس. القادة واستشهدت الإذاعة الوطنية العامة بتقرير صادر عن مجلة +972 والمطبوعة الشقيقة Local Call يؤكدان أن النظام يُستخدم لتصنيع أهداف حتى تتمكن القوات العسكرية الإسرائيلية من الاستمرار في قصف غزة بمعدل هائل، مما يعاقب عموم السكان الفلسطينيين. لاحظت الإذاعة الوطنية العامة أنها لم تتحقق من ذلك. ولم يكن من الواضح عدد الأهداف التي إنشأت بواسطة الذكاء الاصطناعي وحده؛ ولكن كانت هناك زيادة كبيرة في الاستهداف، مع وقوع خسائر فادحة في صفوف المدنيين.
من حيث المبدأ، فإن الجمع بين سرعة الكمبيوتر في تحديد الفرص وحكم الإنسان في تقييمها يمكن أن يؤدي إلى هجمات أكثر دقة وتقليل الخسائر في صفوف المدنيين. وقد أكد الجيش الإسرائيلي ووسائل الإعلام على تقليل الضرر الذي يلحق بغير المقاتلين. أشار ريتشارد مويز، الباحث ورئيس المنظمة غير الحكومية المادة 36، إلى "التسوية واسعة النطاق لمنطقة حضرية بأسلحة متفجرة ثقيلة" للتشكيك في هذه الادعاءات، بينما وصفت لوسي سوشمان، الأستاذة الفخرية في جامعة لانكستر، التفجير بأنه " تهدف إلى إحداث أقصى قدر من الدمار في قطاع غزة".
كتبت صحيفة الغارديان أنه عندما سمح بضربة على منازل خاصة لأولئك الذين حددوا على أنهم نشطاء في حماس أو الجهاد الإسلامي، عرف الباحثون المستهدفون مسبقًا العدد المتوقع للمدنيين الذين قتلوا، وكان لكل هدف ملف يحتوي على درجة الأضرار الجانبية التي تنص على عدد المدنيين المحتملين. للقتل في إحدى الغارات، ووفقاً لمصدر عسكري إسرائيلي رفيع المستوى، يستخدم النشطاء قياساً "دقيقاً للغاية" لمعدل إخلاء المدنيين للمبنى قبل وقت قصير من الغارة. "نحن نستخدم خوارزمية لتقييم عدد المدنيين المتبقين. إنه يعطينا اللون الأخضر والأصفر والأحمر، مثل إشارة المرور.

#### استخدام 2021
وقارن كوخافي تقسيم الأهداف باستخدام حبسورة بالآلة، وذكر أنه بمجرد تفعيل الآلة في حرب مايو 2021، أنتجت 100 هدف يوميًا، هجم نصفها، مقابل 50 هدفًا في غزة سنويًا قبل ذلك. ما يقرب من 200 هدف جاء من حبسورة من بين 1500 هدف ضربتها إسرائيل في غزة أثناء الحرب، بما في ذلك الأهداف الثابتة والمتحركة وفقًا للجيش.
حدد تقرير ما بعد الإجراء الصادر عن المعهد اليهودي للأمن القومي الأمريكي مشكلة، حيث ذكر أن النظام كان لديه بيانات حول ما كان هدفًا، لكنه كان يفتقر إلى بيانات حول ما لم يكن كذلك. يعتمد النظام كليًا على بيانات التدريب، وقد تم تجاهل المعلومات التي فحصها المحللون البشريون واعتبروها لا تشكل هدفًا، مما يعرضهم لخطر التحيز. وأعرب نائب الرئيس عن أمله في تصحيح هذا الأمر منذ ذلك الحين.

### منظمة
استخدم حبسورة من قبل قسم إدارة الأهداف العسكري (أو مديرية الأهداف أو مديرية الاستهداف)، والتي شكلت في عام 2019 في مديرية المخابرات في الجيش الإسرائيلي لمعالجة نفاد الأهداف في القوات الجوية لقصفها والتي وصفها كوخافي بأنها "مدعومة بقدرات الذكاء الاصطناعي" وتضم مئات الضباط من الجنود. بالإضافة إلى دورها في زمن الحرب، كتبت صحيفة الغارديان أنها ساعدت الجيش الإسرائيلي في بناء قاعدة بيانات تضم ما بين 30.000 إلى 40.000 من المسلحين المشتبه بهم في السنوات الأخيرة، وأن أنظمة مثل حبسورة لعبت دورًا حاسمًا في بناء قوائم الأفراد المصرح لهم بالانضمام إليهم.
لقد طور حبسورة من قبل الوحدة 8200 في المخابرات الإسرائيلية.

### تداعيات أخلاقية
حدد خبراء في منظمة العفو الدولية والقانون الإنساني الدولي عدة مواضيع مثيرة للقلق.

#### حدود المراجعة البشرية
ونقلت صحيفة الغارديان عن مويز قوله إن القائد الذي سلم قائمة بالأهداف التي إنشأت بواسطة الكمبيوتر قد لا يعرف كيف ينشأ القائمة أو قد يكون قادرًا على التشكيك في توصيات الاستهداف، وهو في خطر فقدان القدرة على التفكير بشكل هادف في خطر إلحاق الأذى بالمدنيين.
وفي مقال رأي بصحيفة لوموند قال المراسل إيز فنسنت الاب أن الأسلحة الآلية تنقسم إلى أنظمة مؤتمتة بالكامل، وهي ليست موجودة بالفعل في السوق، وأسلحة فتاكة ذاتية التشغيل، والتي تسمح من حيث المبدأ بالتحكم البشري، وأن هذا التقسيم يسمح لإسرائيل بالادعاء بأن حبسورة يقع على الأرض. جانب من الاستخدام الأنسب للقوة. ونقلت عن لور دي روسي روشيجوند، الباحثة في المعهد الفرنسي للعلاقات الدولية، قولها إن الحرب يمكن أن تبطل هذه الفئات غير الواضحة وتنشط تعريفًا تنظيميًا أكثر صرامة، وسيطرة بشرية كبيرة، وهو ما يحاول نشطاء حقوق الإنسان، بما في ذلك المادة 36، الدعوة إليه. ونقلت عن دي روسي-روشجوند قولها إنه من غير المعروف ما هو نوع الخوارزمية التي يستخدمها الجيش الإسرائيلي، أو كيف جمعت البيانات، والتي لن تكون مشكلة إذا لم تؤدي إلى قرار حياة أو موت.

#### اجتهاد
أشارت الدكتورة مارتا بو، الباحثة في معهد ستوكهولم الدولي لأبحاث السلام، إلى أن البشر الذين يعيشون في حلقة العمل يخاطرون بـ "التحيز الآلي": الاعتماد المفرط على الأنظمة، مما يمنح تلك الأنظمة تأثيرًا كبيرًا على القرارات التي يجب اتخاذها بواسطة البشر.
لاحظ سوتشمان أن الحجم الضخم للأهداف من المرجح أن يضغط على المراجعين البشريين، قائلًا إنه "في مواجهة هذا النوع من التسارع، تصبح تلك المراجعات مقيدة أكثر فأكثر من حيث نوع الحكم الذي يمكن للناس أن يمارسوه فعليًا". وأضاف تال ميمران، المحاضر في الجامعة العبرية في القدس والذي عمل سابقًا مع الحكومة في مجال الاستهداف، أن الضغط سيجعل المحللين أكثر عرضة لقبول توصيات الاستهداف التي يقدمها الذكاء الاصطناعي، سواء كانت صحيحة، وقد يميلون إلى جعل الحياة أسهل لأنفسهم من خلال الموافقة على توصيات الآلة، والتي يمكن أن تخلق "مستوى جديدًا تمامًا من المشاكل" إذا كانت الآلة تخطئ في تحديد الأهداف بشكل منهجي.

#### مسئولية
وأشار خلاف إلى صعوبة متابعة المساءلة عندما يتعلق الأمر بأنظمة الذكاء الاصطناعي. يتحمل البشر المسؤولية، لكن من المسؤول إذا فشل نظام الاستهداف، ومن المستحيل إرجاع الفشل إلى خطأ واحد ارتكبه شخص واحد؟ وتابع مقال الإذاعة الوطنية العامة: "هل المحلل هو الذي قبل توصية الذكاء الاصطناعي؟ المبرمجون الذين صنعوا النظام؟ ضباط المخابرات هم الذين جمعوا بيانات التدريب؟".

## لافندر
عرّفت صحيفة الغارديان لافندر بأنها قاعدة بيانات مدعومة بالذكاء الاصطناعي، وفقًا لشهادات ستة ضباط استخبارات قدمت إلى مجلة +972/مكالمة محلية وتمت مشاركتها مع صحيفة الغارديان. وقال الستة إن لافندر لعب دورًا مركزيًا في الحرب، حيث قام بمعالجة البيانات بسرعة لتحديد النشطاء الصغار المحتملين لاستهدافهم، وفي وقت ما أدرج ما يصل إلى 37 ألف رجل فلسطيني مرتبطين بواسطة منظمة العفو الدولية بحماس أو الجهاد الإسلامي في فلسطين. تفاصيل عملية لافندر أو كيفية التوصل إلى استنتاجاتها لم يتم تضمينها في الحسابات التي نشرتها مجلة +972، ولكن بعد أن تبين أن عينة من القائمة تتمتع بمعدل دقة 90٪، وافق الجيش الإسرائيلي على استخدام لافندر الكاسح للتوصية. الأهداف. وبحسب الضباط، فقد تم استخدامه إلى جانب حبسورة، الذي استهدف المباني والهياكل بدلاً من الأفراد.
نقلاً عن مصادر متعددة، كتبت صحيفة الغارديان أنه في الحروب السابقة، كان تحديد شخص ما كهدف مشروع يتم مناقشته ثم التوقيع عليه من قبل مستشار قانوني، وأنه بعد 7 أكتوبر، تسارعت العملية بشكل كبير، وكان هناك ضغط لمزيد من الأهداف، ولتلبية هذا الطلب، اعتمد الجيش الإسرائيلي بشكل كبير على لافندر في قاعدة بيانات للأفراد الذين يُعتقد أن لديهم خصائص مقاتلي الجهاد الإسلامي في فلسطين أو حماس. ونقلت صحيفة الغارديان عن أحد المصادر قوله: «سأستثمر 20 ثانية لكل هدف في هذه المرحلة، وأقوم بالعشرات منها كل يوم. لم يكن لدي أي قيمة مضافة كإنسان، باستثناء كوني ختم الموافقة. لقد وفر الكثير من الوقت.” قال مصدر برر استخدام اللافندر للمساعدة في تحديد الأهداف ذات الرتبة المنخفضة، إنه في زمن الحرب لا يوجد وقت لإجراء عملية تحديد الهوية بعناية مع كل هدف، وبدلاً من استثمار القوى البشرية والعسكرية. "أنت على استعداد لتحمل هامش الخطأ في استخدام الذكاء الاصطناعي".
أصدر الجيش الإسرائيلي بيانًا مفاده أن بعض الادعاءات التي صورت لا أساس لها من الصحة بينما يعكس البعض الآخر فهمًا خاطئًا لتوجيهات الجيش الإسرائيلي والقانون الدولي، وأن الجيش الإسرائيلي لا يستخدم نظام الذكاء الاصطناعي الذي يحدد هوية النشطاء الإرهابيين أو يحاول التنبؤ بما إذا كان الشخص إرهابيًا.. أنظمة المعلومات هي مجرد أحد أنواع الأدوات التي تساعد المحللين على جمع المعلومات الاستخبارية من مصادر مختلفة وتحليلها على النحو الأمثل لعملية تحديد الأهداف العسكرية، ووفقًا لتوجيهات الجيش الإسرائيلي، يجب على المحللين إجراء فحوصات مستقلة للتحقق من أن الأهداف تستوفي التعريفات ذات الصلة وفقًا مع القانون الدولي والقيود الإضافية لتوجيهات الجيش الإسرائيلي.
ومضى البيان ليقول إن "النظام" المعني ليس نظامًا، ولا قائمة بالعملاء العسكريين المؤكدين المؤهلين للهجوم، بل هو مجرد قاعدة بيانات للرجوع إلى مصادر المخابرات من أجل إنتاج ما يصل إلى - طبقات من المعلومات التاريخية عن العناصر العسكرية للمنظمات الإرهابية.

### ادعاءات بقصف المنازل
استشهدت صحيفة الغارديان بشهادات ضباط المخابرات التي نشرتها +972 و Local Call قائلين إن الرجال الفلسطينيين المرتبطين بالجناح العسكري لحماس يعتبرون أهدافًا محتملة بغض النظر عن رتبتهم أو أهميتهم، وسيستهدف أعضاء حماس وحزب التحرير الشعبي ذوي الرتب المنخفضة بشكل تفضيلي. في المنزل، حيث قال أحدهم إن النظام صمم للبحث عنهم في هذه المواقف عندما يكون الهجوم أسهل بكثير. وقال اثنان من المصادر إن الهجمات على المسلحين ذوي الرتب المنخفضة كانت تُنفذ عادةً بالقنابل الصامتة، مما أدى إلى تدمير منازل بأكملها وقتل الجميع هناك، وقال أحدهم إنك لا تريد إهدار القنابل الباهظة الثمن والتي ينقصها المعروض على أشخاص غير مهمين. نقلاً عن خبراء صراع لم تذكر أسماءهم، كتبت صحيفة الغارديان أنه إذا كانت إسرائيل تستخدم قنابل غبية لتسوية منازل آلاف الفلسطينيين الذين ارتبطوا بمساعدة الذكاء الاصطناعي للجماعات المسلحة في غزة، فقد يساعد ذلك في تفسير ما وصفته الصحيفة بعدد القتلى المرتفع بشكل صادم.
جاء في رد الجيش الإسرائيلي على نشر الشهادات أنه، على عكس حماس، ملتزم بالقانون الدولي ولا يضرب إلا الأهداف العسكرية والناشطين العسكريين، ويفعل ذلك وفقًا للتناسب والاحتياطات، ويفحص ويحقق بشكل شامل في الاستثناءات. يعتبر العضو في جماعة مسلحة منظمة أو مشاركًا مباشرًا في الأعمال العدائية هدفًا مشروعًا بموجب القانون الإنساني الدولي وسياسة جميع البلدان الملتزمة بالقانون؛ وأنها "تبذل جهودًا مختلفة لتقليل الضرر اللاحق بالمدنيين إلى الحد الممكن في الظروف التشغيلية السائدة وقت الضربة"؛ وأن تختار الذخيرة المناسبة وفقاً للاعتبارات العملياتية والإنسانية؛ وأن الذخائر الجوية التي لا تحتوي على مجموعة أدوات توجيه دقيقة متكاملة هي أسلحة عسكرية قياسية مطورة؛ وأن الأنظمة الموجودة على متن الطائرات والتي يستخدمها الطيارون المدربون تضمن الدقة العالية لهذه الأسلحة؛ وأن الغالبية العظمى من الذخائر التي تستخدمها هي ذخائر دقيقة التوجيه.

### مزاعم حدود القتل المدنية المصرح بها مسبقًا
ووفقاً للشهادات، فرض الجيش الإسرائيلي حدوداً مرخصاً بها مسبقاً على عدد المدنيين الذين سمح بقتلهم من أجل قتل أحد نشطاء حماس. واستشهدت صحيفة الغارديان بـ +972 و Local Call حول كيف أن هذا الرقم يزيد عن 100 بالنسبة لكبار مسؤولي حماس، حيث قال أحد المصادر إن هناك حسابًا لعدد المدنيين الذين يمكن أن يقتلوا لقائد لواء، وكم عدد المدنيين الذين يمكن أن يقتلوا لقائد كتيبة.، وما إلى ذلك وهلم جرا. وقال أحد الضباط إنه بالنسبة للمقاتلين الصغار، كان هذا العدد 15 في الأسبوع الأول من الحرب، وفي وقت ما كان منخفضًا إلى خمسة. وقال آخر إن العدد يصل إلى 20 مدنياً غير متورطين لكل عنصر، بغض النظر عن الرتبة أو الأهمية العسكرية أو العمر. وكتبت صحيفة الغارديان أن الخبراء في القانون الإنساني الدولي الذين تحدثوا إلى الصحيفة أعربوا عن قلقهم.
وجاء في رد الجيش الإسرائيلي أن إجراءات الجيش الإسرائيلي تتطلب تقييم الميزة العسكرية المتوقعة والأضرار الجانبية لكل هدف، وأن هذه التقييمات تتم بشكل فردي، وليس بشكل قاطع، وأن القوات الإسرائيلية لا تنفذ ضربات عندما تكون الأضرار الجانبية مفرطة مقارنة بالميزة العسكرية، وأن الجيش الإسرائيلي يرفض رفضاً قاطعاً الادعاء المتعلق بأي سياسة لقتل عشرات الآلاف من الأشخاص في منازلهم.

## تفاعلات
قال الأمين العام للأمم المتحدة، أنطونيو غوتيريش، إنه "منزعج للغاية" من التقارير التي تفيد بأن إسرائيل استخدمت الذكاء الاصطناعي في حملتها العسكرية في غزة، قائلا إن هذه الممارسة تعرض المدنيين للخطر وتطمس المساءلة. وفي معرض حديثه عن نظام لافندر، قال مارك أوين جونز، الأستاذ في جامعة حمد بن خليفة: "دعونا نكون واضحين: هذه إبادة جماعية بمساعدة الذكاء الاصطناعي، ومن الآن فصاعدا، يجب أن تكون هناك دعوة إلى وقف استخدام الذكاء الاصطناعي". في الحرب". صرح بن شاول، المقرر الخاص للأمم المتحدة، أنه إذا كانت التقارير حول استخدام إسرائيل للذكاء الاصطناعي صحيحة، فإن "العديد من الضربات الإسرائيلية في غزة ستشكل جرائم حرب تتمثل في شن هجمات غير متناسبة". صرح راميش سرينيفاسان، الأستاذ في جامعة كاليفورنيا، أن "شركات أمريكا الكبرى للتكنولوجيا تتماشى في الواقع مع العديد من تصرفات الجيش الإسرائيلي. وحقيقة أن أنظمة الذكاء الاصطناعي تُستخدم تشير إلى عدم احترام الدولة الإسرائيلية. الجميع يعرف أنظمة الذكاء الاصطناعي هذه". سوف يخطئ."